# Palaeodoxa
Palaeodoxa là một chi bướm đêm thuộc họ Geometridae.